# Andrew Jackson
Andrew Jackson (Waxhaw, 15. ožujka 1767. – Nashville, 8. lipnja 1845.) bio je američki vojskovođa, političar i državnik, najpoznatiji po tome što je bio 7. predsjednik SAD-a te osnivač današnje Demokratske stranke.

## Životopis
Jackson je rođen u obitelji siromašnih škotsko-irskih doseljenika na području današnje Južne Karoline. Kao trinaestogodišnjak se priključio Kontinentalnoj vojsci za vrijeme američkog rata za nezavisnost te služio kao kurir. Zajedno s bratom zarobila ga je britanska vojska te je pretrpio teška zlostavljanja i dobio ožiljke koje će nositi do kraja života. Brat, kao i ostatak obitelji, mu je umro od gladi, bolesti i drugih posljedica rata. Zbog svega toga je Jackson stekao trajnu mržnju prema svemu što je britansko, kao i prezir prema američkoj aristokraciji iz velikih gradova na atlantskoj obali, koju je držao previše "pokvarenom" britanskom kulturom.
Godine 1787. Jackson se preselio u Tennessee, granično područje koje će ubrzo postati nova država SAD-a. Iako se od obrazovanja mogao pohvaliti jedino čitanjem nekoliko pravnih knjiga, postao je uspješan i ugledan odvjetnik. Na temelju toga je postao prvi zastupnik Tennesseeja u Kongresu, a kasnije i prvi senator.
Tu je karijeru napustio kako bi postao sudac Vrhovnog suda u Tenneseeju, ali i pukovnik u državnoj miliciji Tennesseeja. Kada je godine 1812. izbio rat između SAD i Velike Britanije, američke regularne snage su bile previše zaposlene da bi se mogle uspješno suprotstaviti indijanskim plemenima na zapadnoj granici. U jednom od njih - plemenu Creek - izbio je građanski rat između pro-britanske i pro-američke frakcije, te se prelio u sukob s američkim doseljenicima. Jackson je imenovan za zapovjednika milicijskih snaga koje su morale riješiti taj problem u kampanji kasnije poznatoj kao Creek rat. Jackson se iskazao kao vješt vojskovođa, koji je zaveo čvrstu disciplinu u redove milicije te izvojevao veliku pobjedu kod Horseshoe Benda, temeljem koje je pleme Creek cijelu današnju Alabamu prepustilo SAD-u.
Još veću slavu je Jacksonu donijela blisatava pobjeda nad britanskim ekspedicijskim korpusom kod New Orleansa 1815. godine, u kojoj je imao veliku pomoć gusara Jeana Lafittea. Iako, s obzirom na prethodno sklopljeni sporazum u Ghentu posve beznačajna u vojnom, političkom i svakom drugom pogledu, bitka je mnogo doprinijela da se anglo-američki rat tretira kao pobjeda u budućim američkim udžbenicima povijesti. Samog Jacksona je ta pobjeda učinila jednim od najpopularnijih Amerikanaca svog doba.
Godine 1817. je Jackson, sada general, dobio naredbu da osigura južnu granicu Georgije od upada Indijanaca Seminola, odnosno da spriječi da Florida - tada pod španjolskim suverenitetom - postane utočište za robove. Jackson je, goneći Seminole, prešao španjolsku granicu Floride, svrgnuo tamošnjeg guvernera i uveo američku okupacijsku vlast. Oslabljena Španjolska nije imala izbora nego da prizna status quo i posebnim ugovorom preda Floridu SAD-u. Jackson je postao prvi guverner Floride kao američkog teritorija.
Godine 1824. Jackson se kandidirao za predsjednika SAD, ali je poražen od Johna Quincyja Adamsa. Ti su izbori označili konačni raspad dotada vladajuće Demokratsko-republikanske stranke. Jackson je postao vođa frakcije nezadovoljnika koja će postati Demokratska stranka.
Godine 1828. Jackson je kao prvi demokratski kandidat u povijesti vodio izuzetno oštru kampanju, prilikom koje je vješto koristio činjenicu da većinu kandidata biraju birači, a ne državne skupštine, kao i sve većem udjelu graničnih zapadnih država među stanovništvom i kandidatskim kolegijem. Kao populist je koristio svoje skromno porijeklo i optužio predstavnike "istočne" aristokracije da ne mogu brinuti o interesima naroda. Rezultat svega je bila uvjerljiva pobjeda.
Odmah po dolasku na vlast, Jackson je otpustio sve federalne službenike i zamijenio ih svojim pristašama te tako ustanovio tzv. sistem plijena koji će biti temeljem američke kadrovske politike u 19. stoljeću. Jackson se istakao i svojim oštrim otporom te uspješnim ukidanjem federalne središnje banke - koju je smatrao oruđem "istočnjačke" financijske aristokracije. Godine 1830. Jackson je bio jedan od ključnih zagovornika Zakona o premještanju Indijanaca kojim su Cherokeeji i druga indijanska plemena nasilno premještena preko Mississippija kako bi se stvorilo što više zemlje za bijele doseljenike.
Godine 1832. se Jackson, iako Južnjak i pristaša slabe federalne vlade, suprotstavio nastojanjima Južne Karoline da nulificira federalne carine u tzv. nulifikacijskoj krizi. Iste je godine na predsjedničkim izborima porazio predstavnika Vigovske stranke Henryja Claya.
Nakon isteka drugog mandata, Jackson se povukao na svoje imanje Hermitage u Nashvilleu, odakle je ostao aktivan u politici kao zagovornik jedinstva američke nacije i protivnik secesije južnih država.